# Brædder til Draculas kiste
Brædder til Draculas kiste er en børne- og ungdomsroman skrevet af Dennis Jürgensen. Den blev udgivet i 1983. Bogen handler om drengen Freddy, der skal hjælpe sin ven Grev Dracula til at finde et særligt træ til at lave en ny kiste, som han kan sove.

## Handling
Draculas kiste er blevet spist af termitter, og han har derfor brug for en ny kiste hurtigst muligt. Hans slægsbog, Den Sorte Bog fortæller, at kun træ fra Den vampyrtakkede Blodbøg kan bruges, og det eneste kendte eksemplar findes på Mallorca. Monstrene på Neanderslottet kontakter drengen Freddy, så han kan hjælpe dem. Freddy er dog på vej på ferie, og ridderen Sir Arthur taber sit hoved ned i hans kuffert, da de må flygte fra hans værelse for ikke at blive opdaget af Freddys mor.
Snart efter rejser Freddy med sine forældre, og monstrene må følge efter på dragen Nitan for at få fat i Sir Arthurs hoved. Da de lander og snakker med Freddy finder de ud af, at de er kommet til Mallorca, og de kan nu gå på jagt efter Den vampyrtakkede Blodbøg.